# Markus Löw
Markus Löw (* 4. April 1961 in Schönau im Schwarzwald) ist ein ehemaliger deutscher Fußballspieler.

## Leben
Markus Löw ist der zweite von vier Söhnen eines selbstständigen Ofenbauers. Er verbrachte Kindheit und Jugend in seinem Geburtsort Schönau im Schwarzwald und ist der jüngere Bruder des ehemaligen deutschen Fußball-Bundestrainers Joachim Löw. Er ist seit 1991 verheiratet.

## Spielerkarriere
Seine Karriere begann Markus Löw in der Jugend des TuS Schönau 1896 und des FC Schönau 08.
Im Sommer 1980 wurde er vom damaligen Zweitligisten SC Freiburg als Abwehrspieler verpflichtet. In seiner ersten Saison 1980/81 beim SC Freiburg absolvierte er 18 Spiele, schoss zwei Tore und wurde mit der Mannschaft am Ende Tabellensiebter. In seiner zweiten Saison war Löw 19 Mal auf dem Platz und erzielte zwei Tore; mit dem SC wurde er am Ende der Saison Tabellen-Fünfzehnter. Danach verließ er den Sportclub. Insgesamt spielte Löw 37 Zweitligaspiele für den SC Freiburg und erzielte vier Tore. Im DFB-Pokal absolvierte er vier Spiele und schoss ein Tor.
Zwischen Juli 1982 und Juni 1983 war Löw als Mittelfeldspieler für den FV Biberach in der Oberliga Baden-Württemberg aktiv. Für die Oberschwaben schoss er in 26 Spielen zwei Tore. Von Juli 1983 bis Juni 1985 spielte Löw beim FC Rastatt 04. In seiner ersten Saison erzielte er in 32 Spielen zehn Tore, in seiner zweiten eines in 30 Spielen. 
Im Juli 1985 wechselte Löw innerhalb der Liga zum SV Sandhausen. Dort blieb er bis Dezember 1988, absolvierte 77 Spiele und schoss ein Tor. Mit dem SV Sandhausen erreichte er 1986 das Viertelfinale des DFB-Pokals. In der Winterpause der Saison 1988/89 wechselte Löw zum VfL Neckarau. Nachdem der Verein abgestiegen war – bis dahin hatte er für den Verein 11 Spiele absolviert und ein Tor erzielt – wechselte er zum FV 09 Weinheim in die Oberliga Baden-Württemberg. Hier blieb er ein Jahr und spielte 17 Mal. Nach der Saison unterschrieb er bei der SG Lörrach-Stetten, die zur Saison 1992/93 in die Oberliga Baden-Württemberg aufgestiegen war. Hier war Löw in 25 Spielen auf dem Platz und erzielte ein Tor; am Ende der Saison stieg er mit den Südbadenern ab.

## Erfolge
- Meister in der Oberliga Baden-Württemberg mit dem SV Sandhausen: 1987
- Aufstieg in die Oberliga Baden-Württemberg mit der SG Lörrach-Stetten: 1992